# Graphogonalia orbata
Graphogonalia orbata är en insektsart som beskrevs av Fowler 1900. Graphogonalia orbata ingår i släktet Graphogonalia och familjen dvärgstritar. Inga underarter finns listade i Catalogue of Life.